# Campus Amazon
Pour les articles homonymes, voir Campus (homonymie) et Amazon (homonymie).
Le campus Amazon ou Amazon HQ1 est le campus-siège social-quartier général de la société américaine Amazon, du quartier d'affaires Downtown Seattle de Seattle aux États-Unis, constitué entre 2015 et 2019 des Amazon Spheres et de 3 gratte-ciels. 

## Historique
À la demande de Jeff Bezos (PDG-fondateur d'Amazon en 1994) ce nouveau campus-siège social-quartier général est intégré entre 2015 et 2019 à la vie urbaine du centre de Seattle, pour superviser plus de 40 immeubles Amazon de la ville, ainsi que l'ensemble des sites Amazon (en) du monde. Avec 40 000 salariés travaillant à Seattle, l’entreprise occupe près de 20 % des bureaux de la ville,.  

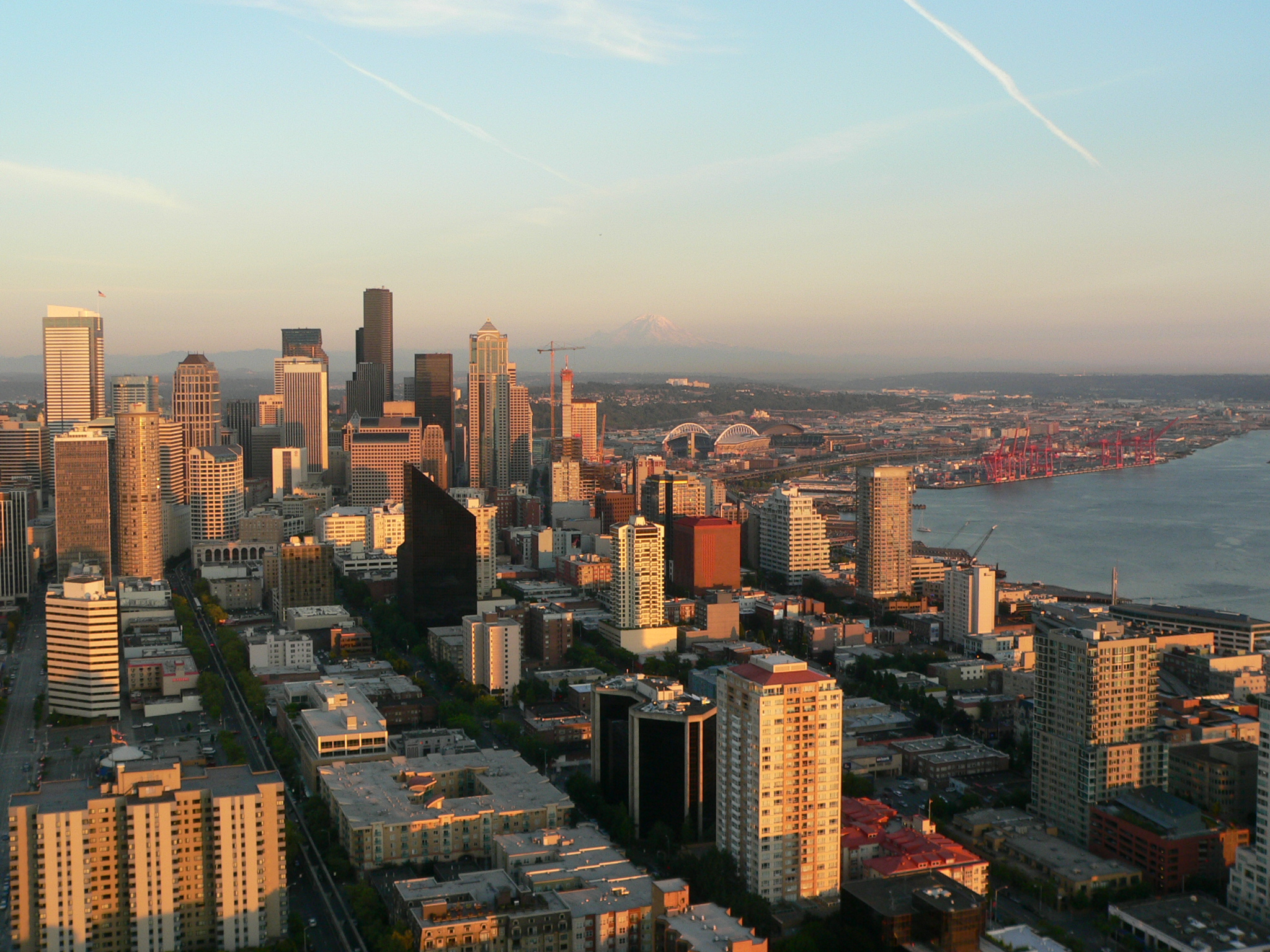
Downtown Seattle, vu depuis Space Needle.
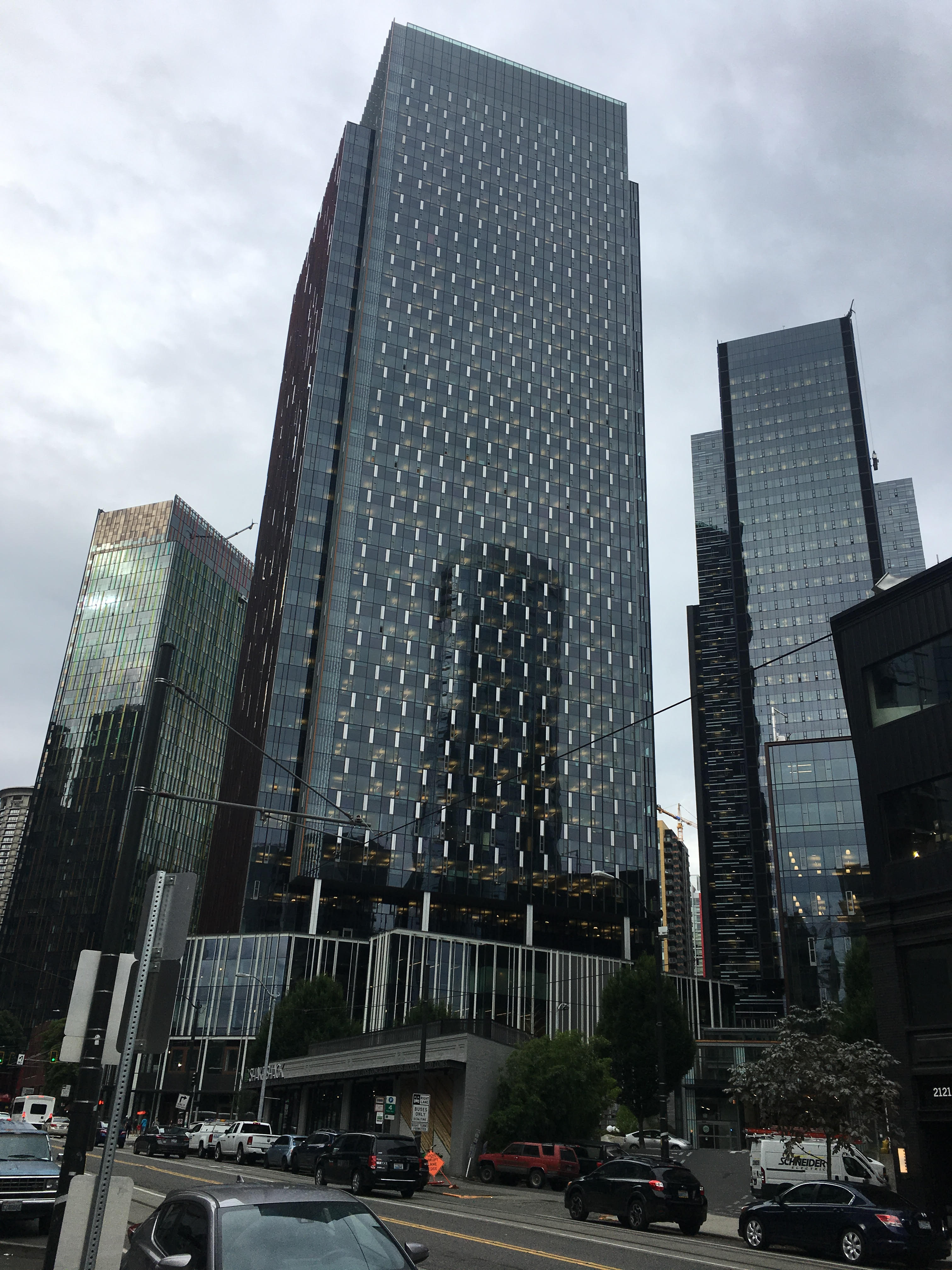
3 gratte-ciels Amazon.
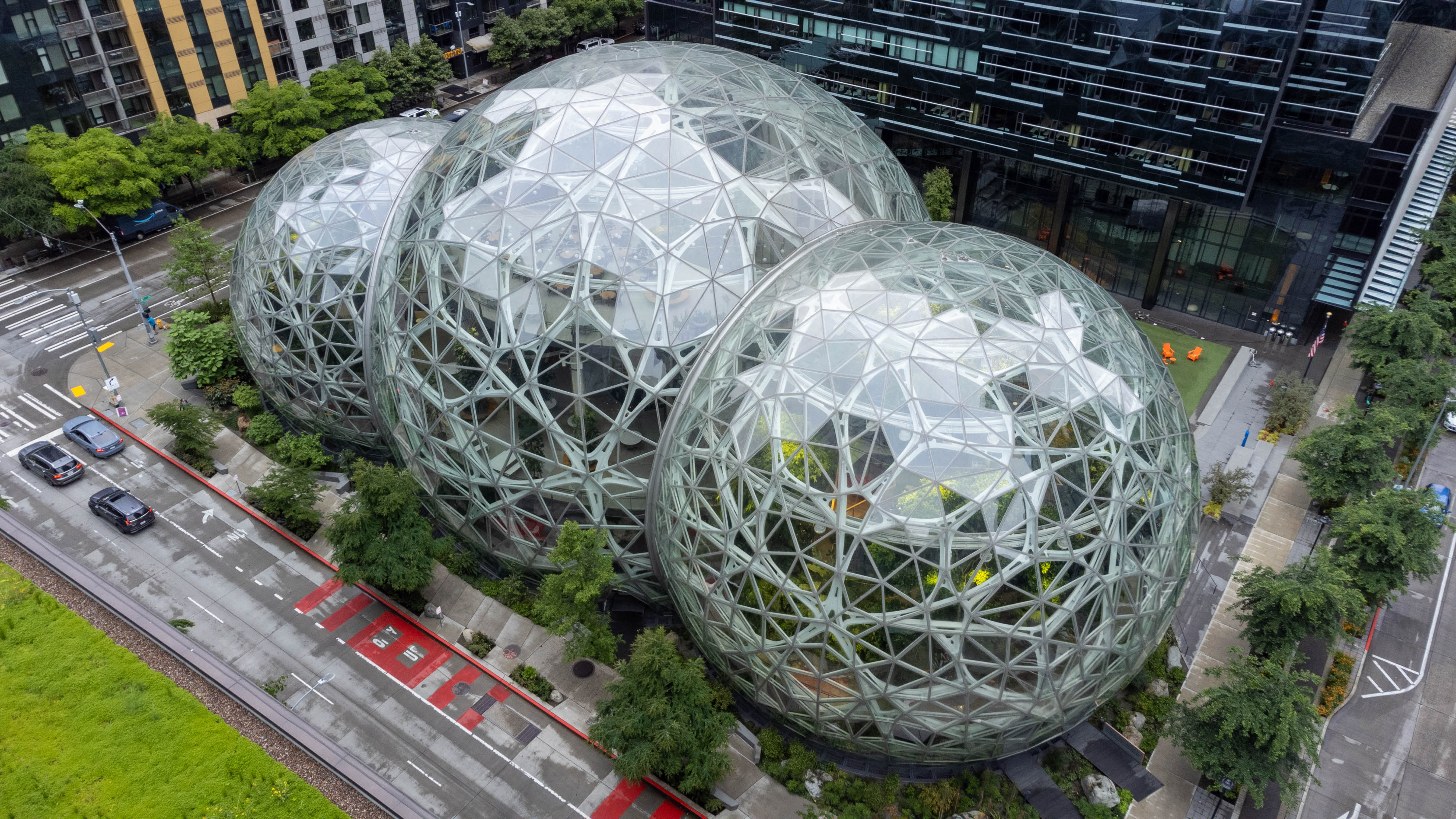
Amazon Spheres.

Ce nouveau campus-siège social est construit par le cabinet d'architecture NBBJ de Seattle, avec 3 gratte-ciels similaires de 37 étages et 160 m de haut, et ses Amazon Spheres au milieu (trois globes géants imbriqués en verre (dômes géodésiques) qui abritent un jardin botanique géant sous serre de type forêt amazonienne, en rapport au nom d'Amazon),,. 

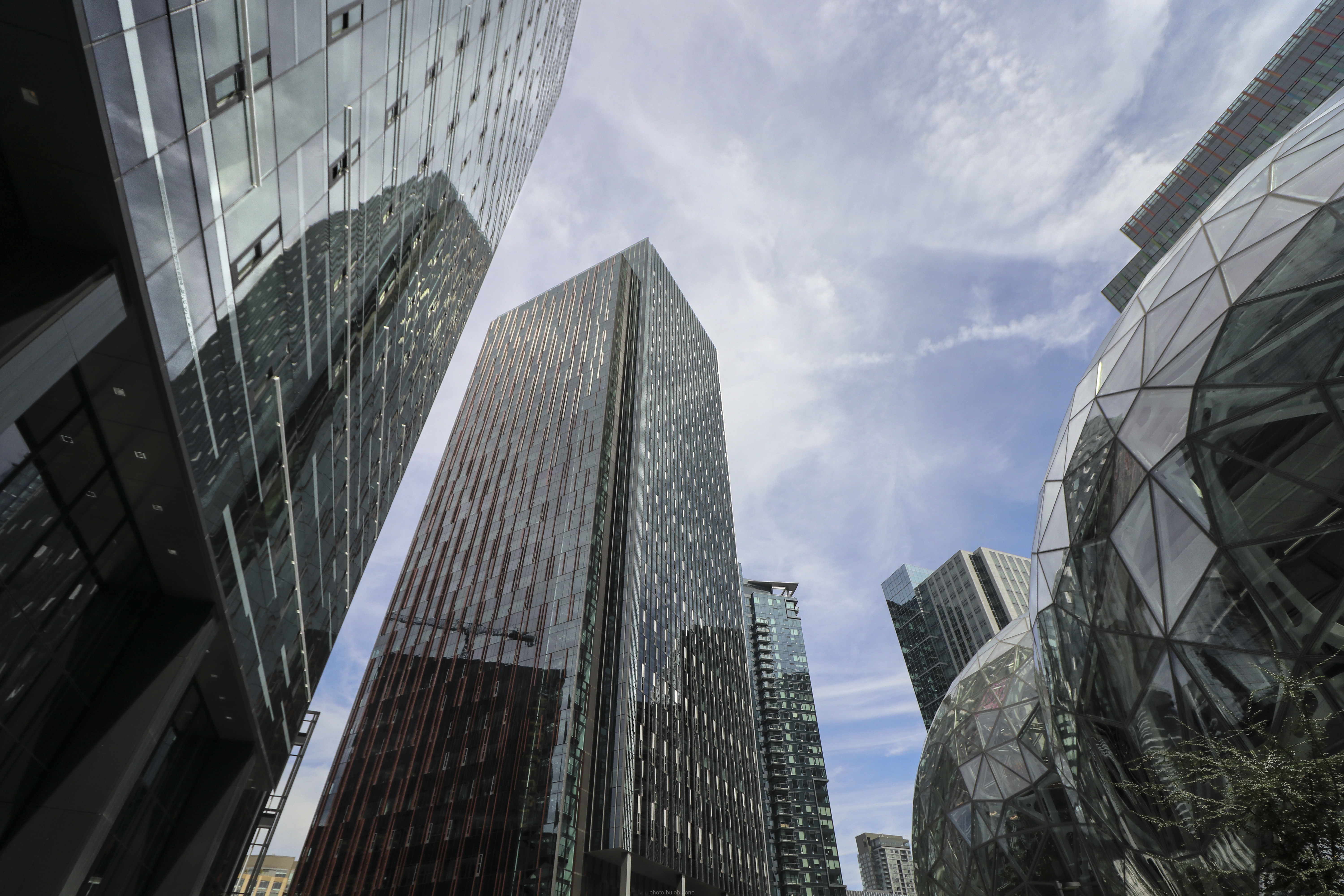
Gratte-ciels Amazon.
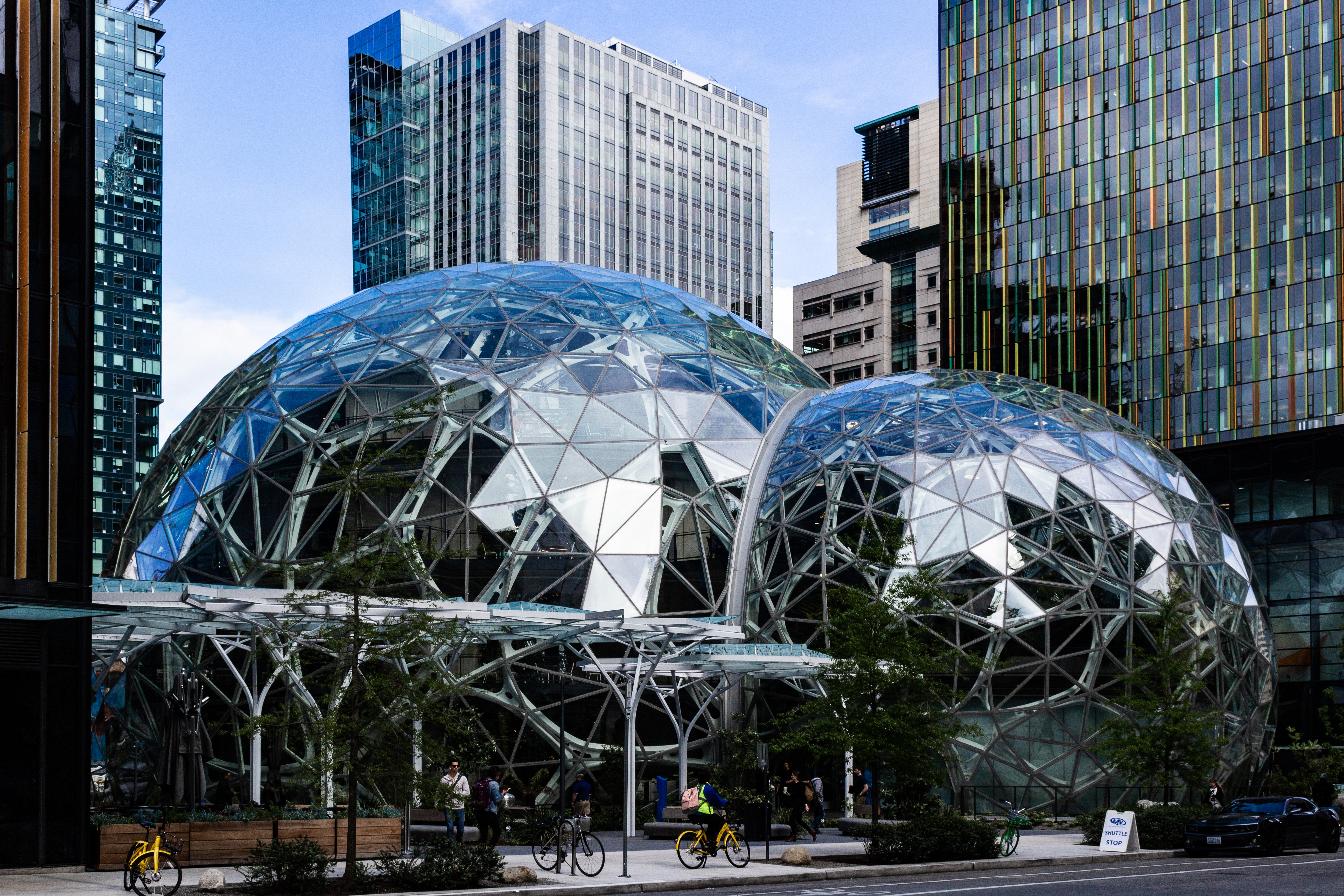
Amazon Spheres.
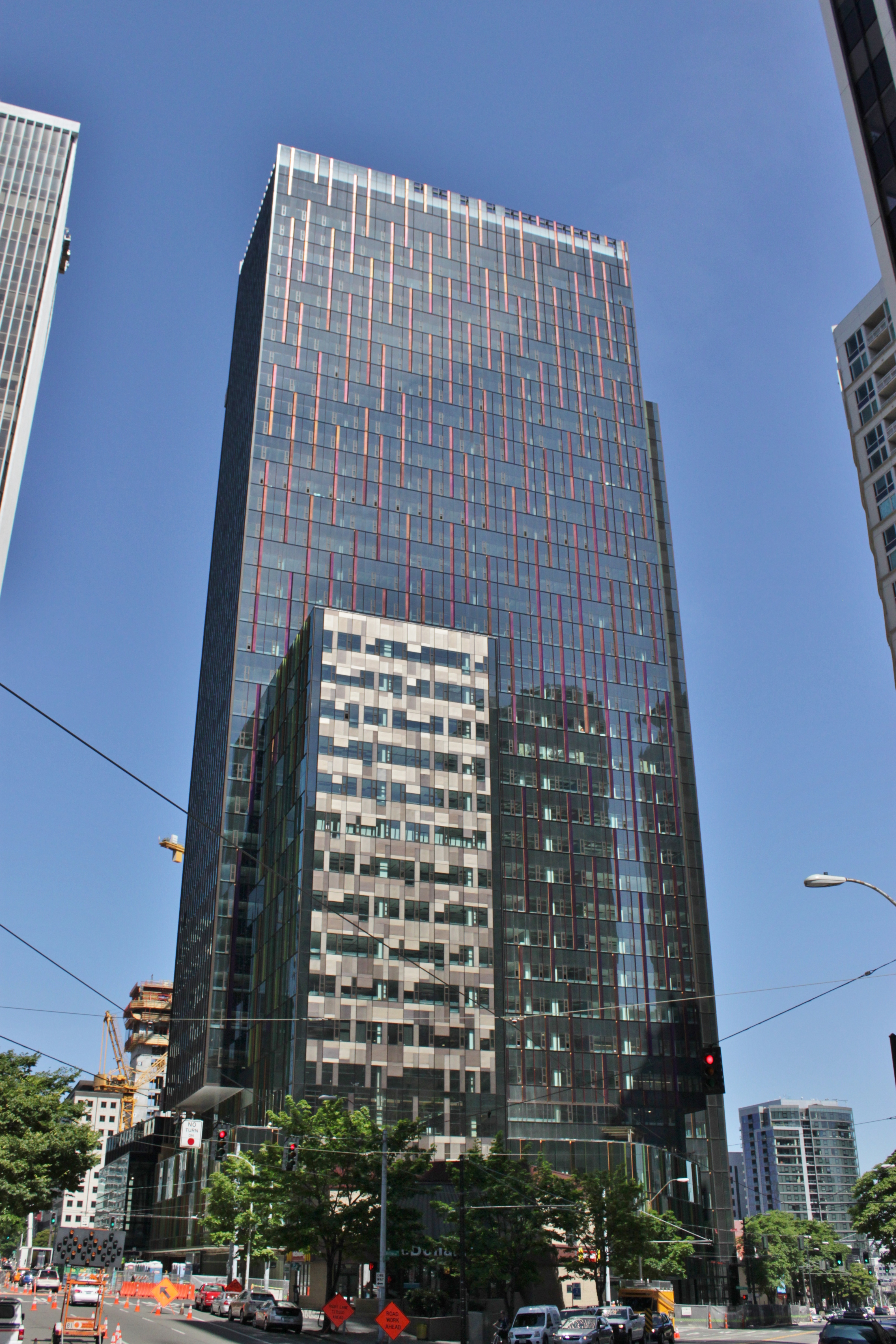
Amazon Tower I (en).
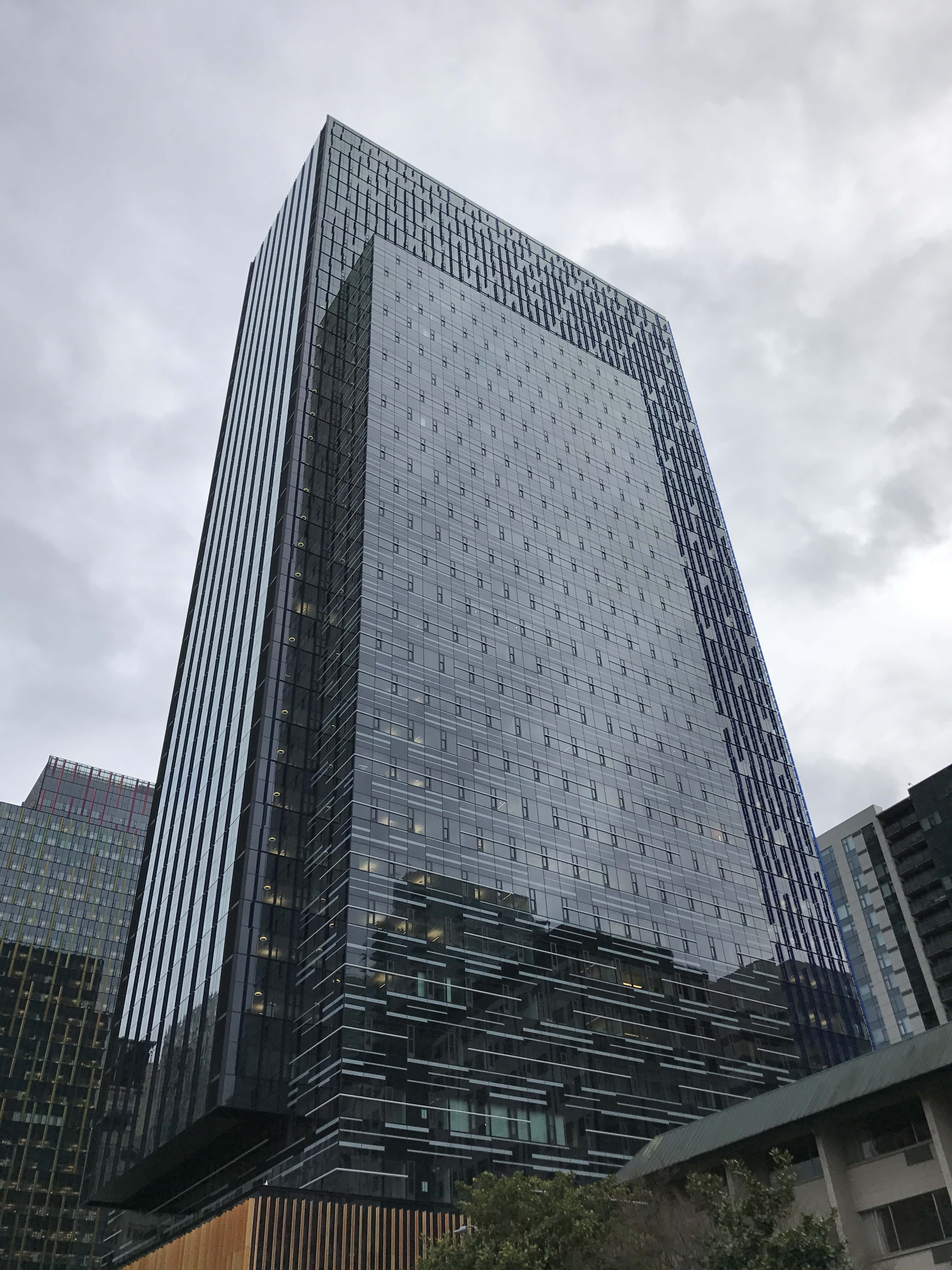
Amazon Tower II (en).

L'inscription historique « Hello World » est inscrite sur la facade du gratte-ciel Day 1 (en), avec entre autres un premier prototype de magasin Amazon Go (en) au pied de l'immeuble.  

## Bâtiments
3 gratte-ciels similaires de 37 étages de 160 m de haut :
- 2015 : Amazon Tower I (en) (ou Doppler ou Rufus 2.0 Block 14)
- 2016 : Amazon Tower II (en) (ou Day 1 ou Rufus 2.0 Block 19)
- 2019 : Amazon Re:Invent (en)
- 2018 : Amazon Spheres (au centre des 3 gratte-ciels).